# 라브 디아스
라브 디아스(Lav Diaz, 1958년 12월 30일 ~ )는 필리핀의 영화 감독, 영화 제작자, 영화 각본가이다. 제73회 베니스 영화제에서 영화 《떠나간 여인》(The Woman Who Left)으로 황금사자상을 수상했다.

## 출연 작품
- 하의 이야기 (2021)
- 지너스 판 (2020)
- 중지 (2019)
- 락바얀 : 민중들의 행진 (2018)
- 악마의 계절 (2018)
- 셀비지 (2017)
- 종말의 전날 (2016)
- 묘지의 노래 (2016)
- 브라더후드 (2016)
- 떠나간 여인 (2016)
- 슬픈 미스터리를 위한 자장가 (2016)
- 프롬 왓 이즈 비포 (2014)
- 폭풍의 아이들, 1권 (2013)
- 베니스 70 : 미래 재장전 (2013)
- 위대한 실종 (2013)
- 노르테: 역사의 종말 (2013)
- 잊을 수 없는 그 밤에 대한 연구 (2012)
- 플로렌티나 후발도 (2012)
- 출산의 세기 (2011)
- 스키스 (2009)
- 인디펜던시아 (2009)
- 나비들에겐 기억이 없다 (2009)
- 어떤방문 : 디지털삼인삼색2009 (2009)
- 카메라 (2008)
- 마닐라 (2008)
- 속죄 (2008)
- 멜랑콜리아 (2008)
- 엔칸토에서의 죽음 (2007)
- 토도 토도 테로스 (2006)
- 필리핀 가족의 진화 (2004)
- 바탕 웨스트 사이드 (2001)
- 콘셉시온 구역의 범죄자 (1998)